# Atletisme als Jocs Olímpics d'Estiu de 1932 - 4x400 metres relleus masculins
Els 4x400 metres relleus masculins va ser una de les proves del programa d'atletisme disputades durant els Jocs Olímpics d'Estiu de Los Angeles de 1932. La prova es va disputar el 6 i 7 d'agost de 1932 i hi van prendre part 28 atletes de 7 nacions diferents. Es permetia un màxim de tres atletes per país.

## Medallistes
| Or                                                                | Plata                                                                        | Bronze                                                    |
| Estats UnitsIvan Fuqua · Edgar Ablowich · Karl Warner · Bill Carr | Regne UnitCrew Stoneley · Thomas Hampson · David Burghley · Godfrey Rampling | CanadàJames Ball · Ray Lewis · Phil Edwards · Alex Wilson |

## Horari
| Data                       | Hora  | Ronda  |
| -------------------------- | ----- | ------ |
| dissabte 6 d'agost de 1932 | 16:30 | Sèries |
| diumenge 7 d'agost de 1932 | 16:30 | Final  |

## Resultats

### Sèries
Els tres millors equips passaven a la final.
Sèrie 1
| Pos. | Atletes                                                     | País         | Temps  | Notes |
| ---- | ----------------------------------------------------------- | ------------ | ------ | ----- |
| 1    | Ivan Fuqua Edgar Ablowich Karl Warner Bill Carr             | Estats Units | 3:11.8 | WR, Q |
| 2    | Giacomo Carlini Giovanni Turba Mario De Negri Luigi Facelli | Itàlia       | 3:22.8 | Q     |
| 3    | Joachim Büchner Walter Nehb Adolf Metzner Otto Peltzer      | Alemanya     | 3:25.4 | Q     |

Sèrie 2
| Pos. | Atletes                                                      | País       | Temps  | Notes |
| ---- | ------------------------------------------------------------ | ---------- | ------ | ----- |
| 1    | Itaro Nakajima Iwao Masuda Seikan Oki Teiichi Nishi          | Japó       | 3:16.8 | Q     |
| 2    | Crew Stoneley Thomas Hampson David Burghley Godfrey Rampling | Regne Unit | 3:21.8 | Q     |
| 3    | James Ball Ray Lewis Phil Edwards Alex Wilson                | Canadà     | 3:21.8 | Q     |
| 4    | Ricardo Arguello Jesús Moraila Manuel Álvarez Carlos de Anda | Mèxic      | 3:28.5 |       |

### Final
| Pos. | Atletes                                                      | País         | Temps   | Notes |
| ---- | ------------------------------------------------------------ | ------------ | ------- | ----- |
| 1    | Ivan Fuqua Edgar Ablowich Karl Warner Bill Carr              | Estats Units | 3:08.14 | WR    |
| 2    | Crew Stoneley Thomas Hampson David Burghley Godfrey Rampling | Regne Unit   | 3:11.2  |       |
| 3    | James Ball Ray Lewis Phil Edwards Alex Wilson                | Canadà       | 3:12.8  |       |
| 4    | Joachim Büchner Walter Nehb Adolf Metzner Otto Peltzer       | Alemanya     | 3:14.4  |       |
| 5    | Itaro Nakajima Iwao Masuda Seikan Oki Teiichi Nishi          | Japó         | 3:14.6  |       |
| 6    | Giacomo Carlini Giovanni Turba Mario De Negri Luigi Facelli  | Itàlia       | 3:17.8  |       |

Clau: WR = rècord del món